# Thomas Spring Rice, 1. Baron Monteagle of Brandon

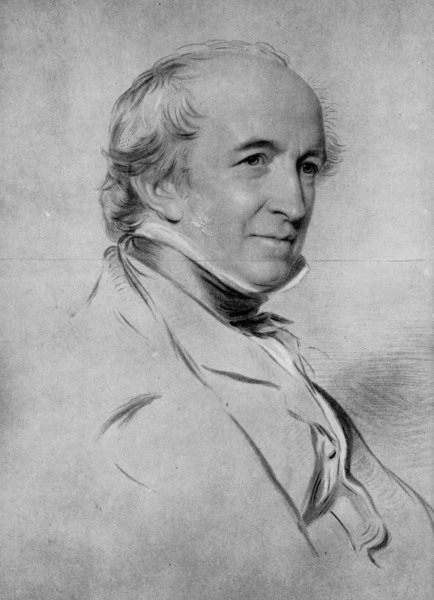
Thomas Spring Rice, 1. Baron Monteagle of Brandon (Zeichnung von George Richmond)

Thomas Spring Rice, 1. Baron Monteagle of Brandon PC, PC (I) (* 8. Februar 1790; † 7. Februar 1866) war ein britischer Politiker der Torys, danach der Whigs sowie zuletzt der Liberal Party, der zwischen 1830 und 1839 Mitglied des Unterhauses (House of Commons), 1834 Kriegs- und Kolonialminister (Secretary of State for War and the Colonies) sowie von 1835 bis 1839 Schatzkanzler war. 1839 wurde er zum Peer erhoben und damit Mitglied des Oberhauses (House of Lords).

## Leben

### Familiäre Herkunft und Unterhausabgeordneter
Thomas Spring Rice war das jüngste von drei Kindern von Stephen Edward Rice und dessen Ehefrau Catherine Spring. Seine älteste Schwester Mary Rice war die Ehefrau von Sir Aubrey de Vere, 2. Baronet, während seine zweitälteste Schwester Catherine Ann Rice bereits 1829 unverheiratet verstarb. Zu weiteren Vorfahren gehörte sein Urgroßvater väterlicherseits Stephen Rice, der 1687 bis 1690 Chief Baron of the Irish Exchequer sowie sein Urgroßvater Walter Spring, der an den Irischen Konföderationskriegen von 1641 bis 1653 beteiligt war. Darüber hinaus war zwei seiner Ururgroßväter der 11. und der 14. Knight of Kerry (The Green Knight), neben dem The White Knight und dem Knight of Glin (The Black Knight) einer der drei angloirischen erblichen Ritter.
Thomas Spring Rice selbst absolvierte ein Studium am Trinity College der University of Cambridge und wurde für die Tories am 3. Juli 1820 erstmals zum Mitglied des Unterhauses (House of Commons) gewählt, in dem er bis zum 22. Dezember 1832 zunächst den Wahlkreis Limerick vertrat. Im Juli 1827 übernahm er sein erstes Regierungsamt, und zwar bis Januar 1828 als Unterstaatssekretär im Innenministerium (Under-Secretary of State for the Home Department) in den Regierungen der Premierminister George Canning sowie Frederick Robinson, 1. Viscount Goderich.
Nachdem er zu den Whigs gewechselt war, war er während der Amtszeit von Premierminister Charles Grey, 2. Earl Grey vom 2. November 1830 bis zum 16. Juli 1834 Vereinigter Sekretär des Schatzamtes (Joint Secretary of the Treasury). Als solcher wurde er am 5. Juni 1834 auch Mitglied des Privy Council (PC). Für die Whigs wurde er am 10. Dezember 1832 auch wieder zum Abgeordneten des Unterhauses gewählt und vertrat nunmehr bis zum 31. August 1839 den Wahlkreis Cambridge.

### Kriegs- und Kolonialminister, Schatzkanzler und Oberhausmitglied
Im Kabinett von Premierminister William Lamb, 2. Viscount Melbourne war Rice zwischen dem 16. Juli und dem 17. November 1834 Minister für Krieg und Kolonien (Secretary of State for War and the Colonies). Im zweiten Kabinett des Viscount Melbourne übernahm er am 18. April 1835 das Amt des Schatzkanzlers (Chancellor of the Exchequer) und bekleidete dieses bis zu seiner Ablösung durch Francis Thornhill Baring am 26. August 1839. Als Schatzkanzler gehörte er auch der Kommission für das Amt des Lord High Treasurer an. Des Weiteren wurde er am 11. Dezember 1835 Mitglied einer Untersuchungskommission, die sich mit der Zusammenarbeit von verschiedenen Ministerien mit der Zivilverteidigung der Armee befasste. In der Funktion des Schatzkanzlers trug er 1837 wesentlich zur Finanzierung von The Zoology of the Voyage of H.M.S. Beagle bei, ein unter der Aufsicht von Charles Darwin herausgegebenen, mehrteiligen Werkes, in dem die zoologischen Ergebnisse dessen Ende 1831 begonnenen und fast fünf Jahre dauernden Reise mit der Beagle veröffentlicht wurden. Zugleich übte er als Nachfolger von John Newport, 1. Baronet vom 18. April 1835 bis zu seinem Tode am 7. Februar 1866 das Amt des Comptroller General of the Exchequer aus und war damit verantwortlich für die Genehmigung der Auszahlung von öffentlichen Geldern vom Schatzamt an die anderen Ministerien.
Nach seinem Ausscheiden aus dem Unterhaus wurde Rice durch ein Letters Patent vom 5. September 1839 als Baron Monteagle of Brandon, of Brandon in the County of Kerry, in den erblichen Adelsstand der Peerage of the United Kingdom erhoben und damit Mitglied des Oberhauses (House of Lords). 1841 wurde er Fellow der Royal Society (FRS).

### Ehen und Nachkommen
Thomas Spring Rice war zwei Mal verheiratet und heiratete am 11. Juli 1811 in erster Ehe Theodosia Pery, eine Tochter von Edmund Pery, 1. Earl of Limerick. Aus dieser Ehe gingen acht Kinder hervor. Die älteste Tochter Theodosia Alicia Ellen Frances Charlotte Spring Rice war mit Henry Taylor verheiratet, die zweitälteste Tochter Mary Alicia Pery Spring Rice war zeitweise Hofdame (Maid of Honour) von Königin Victoria. Die drittälteste Tochter war Catherine Anne Lucy Spring Rice. Sein ältester Sohn Stephen Edmond Spring Rice war stellvertretender Vorsitzender des Zollausschusses (Board of Customs), verstarb aber am 9. Mai 1865 noch vor seinem Vater. Der zweitälteste Sohn Charles William Thomas Spring Rice war zeitweise stellvertretender Unterstaatssekretär im Außenministerium (Assistant Under-Secretary for Foreign Affairs). Der drittälteste Sohn war Edmond Henry Francis Louis Spring Rice. Der viertälteste Sohn war der Geistliche Aubrey Richard Spring Rice, der unter anderem Vikar in Netherbury war. Der jüngste Sohn William Cecil Spring Rice war als Barrister tätig und zeitweilig Sekretär der Kommission für Psychischkranke (Lunacy Commission).
Nach dem Tode seiner ersten Ehefrau Theodosia Pery im Dezember 1839 heiratete er am 13. April 1841 in zweiter Ehe Mary Anne Marshall. Diese Ehe blieb kinderlos. Ihm zu Ehren wurde der im Januar 1841 vom Polarforscher James Clark Ross in der Ostantarktika entdeckte Mount Monteagle benannt.
Bei seinem Tod am 7. Februar 1866 erbte sein Enkel und älteste Sohn seines ältesten Sohnes Stephen Edmond Spring Rice, Thomas Spring Rice, den Titel als 2. Baron Monteagle of Brandon.